# Старопортофранковская улица
Старопортофранковская улица — улица в историческом центре Одессы, от Балковской улицы к улице Преображенской. Считается границей исторической части Одессы.

## История
И возникновение, и название улицы предопределено утверждением в городе 10 мая 1817 года свободной экономической зоны — порто-франко (свободный порт). Для предотвращения контрабандного вывоза товаров из города-порта и организации полного собирания пошлины за вывозимый товар была устроена охватывавшая кольцом весь город кордонная линия — огромный ров глубиной два и шириной около трёх метров. На линии были устроены три пропускных пункта. Пропуск обычно контролировали 2-3 постовых. Поскольку один ров не справлялся с наплывом контрабанды, решено было обустроить второй, а потом и третий рвы.
В первоначальных границах порто-франко просуществовал до 1 июня 1827 года, после чего было решено включить в зону свободной торговли окружающие город посёлки Молдаванку, Пересыпь, Ближние и Дальние Мельницы, Малый и часть Среднего Фонтана. Старые рвы потеряли своё значение и были засыпаны. Второй ров был засажен деревьями и назван Внешним бульваром. Впоследствии он был застроен, а между ним и городом, на месте первого (старого) рва была проложена улица Старопортофранковская.

## Образовательные учреждения
Одесская государственная академия строительства и архитектуры
Южноукраинский национальный педагогический университет имени К. Д. Ушинского (д. 26)

## Достопримечательности
д.5 — жилой дом Бабадран, архитектор Ц. Э. Зеленский, 1891.
Памятник А. М. Ляпунову
Памятник Кириаку Костанди
Д. 30 — здание бывшего дневного приюта при Соборном комитете Общества для помощи бедным. Построено в 1889 году по проекту архитектора Ю. Дмитренко
д.137 — Мемориальная доска писателю И. Ильфу

## Известные жители
Родился Илья Ильф, Михаил Жванецкий